# Франция на «Евровидении-1976»
Франция принимала участие в двадцать первом выпуске телевизионного конкурса Евровидение-1976, который состоялся 3 апреля в Гааге, Нидерланды. Страну представляла певица Катрин Ферри с песней Un, deux, trois ("Раз, два, три"), написанной Тони Ралло на слова Жан-Поля Кара. По итогам голосования она заняла второе место из 18, набрав 147 баллов. Это был первый с 1969 года результат, когда Франция оказалась в тройке лидеров. Тем не менее, Un, deux, trois стала предшественницей французской победной заявки на Евровидение-1977 L'Oiseau et l'Enfant в исполнении Мари Мириам. Конкурс был показан Télévision Française 1 (TF1) с комментариями Жан-Клода Массулье. Глашатаем от Франции был Мишель Друкер.

## До «Евровидения»

### Национальный финал
Начиная с 1956 года французская телекомпания Télévision Française 1 отвечала за организацию отбора заявки на Евровидение и дальнейшую трансляцию конкурса. В начале 1976 года вещатель объявил об организации национального финала, который в последний раз проводился в 1973 году. Он состоялся 29 февраля 1976 года в телестудии TF1 в Париже. Ведущими были Эвелин Леклерк, Энрико Мачиас и Демис Руссос. Финалу предшествовало два полуфинала, состоявшиеся 15 и 22 февраля соответственно. Ведущей полуфиналов была Эвелин Леклерк. По итогам двух полуфиналов из четырнадцати песен (по семь на каждый полуфинал) было отобрано для участия в финале шесть песен, определявшихся путём голосования телезрителей. В финале из шести песен телезрители также определяли победителя. Среди полуфиналистов была двукратная участница Евровидения Изабель Обре (1962, 1968).
| Порядковый номер | Исполнитель     | Название песни            | Голоса | Место |
| ---------------- | --------------- | ------------------------- | ------ | ----- |
| 1                | Кристиан Гобер  | Ophélie                   | 2,354  | 6     |
| 2                | Сабрина Лори    | Pourquoi                  | 3,457  | 5     |
| 3                | Harmony 5       | Ne dis pas que tu m'aimes | 4,474  | 2     |
| 4                | Кристофер Лейр  | Vivre une page d'amour    | 1,911  | 7     |
| 5                | Кристиан Борель | Les chevaux de l'automne  | 4,109  | 4     |
| 6                | Катрин Ферри    | Un, deux, trois           | 4,776  | 1     |
| 7                | Каролин Верди   | Aimer quelqu'un d'heureux | 4,263  | 3     |

| Порядковый номер | Исполнитель     | Название песни          | Голоса | Место |
| ---------------- | --------------- | ----------------------- | ------ | ----- |
| 1                | Карин Дэй       | Ça ne fait rien         | 3,639  | 5     |
| 2                | Изабель Обре    | Je te connais déjà      | 3,345  | 6     |
| 3                | Жан Гвидони     | Marie-Valentine         | 4,336  | 2     |
| 4                | Лоранс Картье   | Si tu penses à l'amour  | 3,876  | 3     |
| 5                | Эвелин Геллер   | Quelqu'un dans ma vie   | 4,394  | 1     |
| 6                | Les Troubadours | Trois petits soldats    | 3,264  | 7     |
| 7                | Эдвиг           | Énergie, lumière, amour | 3,724  | 4     |

| Порядковый номер | Исполнитель   | Название песни            | Голоса | Место |
| ---------------- | ------------- | ------------------------- | ------ | ----- |
| 1                | Катрин Ферри  | Un, deux, trois           | 6,348  | 1     |
| 2                | Каролин Верди | Aimer quelqu'un d'heureux | 2,036  | 4     |
| 3                | Жан Гвидони   | Marie-Valentine           | 5,482  | 2     |
| 4                | Лоранс Картье | Si tu penses à l'amour    | 1,949  | 5     |
| 5                | Эвелин Геллер | Quelqu'un dans ma vie     | 1,644  | 6     |
| 6                | Harmony 5     | Ne dis pas que tu m'aimes | 4,014  | 3     |

## На «Евровидении»
В Гааге Ферри выступала под номером 17, предпоследней, между Монако и Югославией. Франция редко выбирала для Евровидения быстрые, бодрые и несложные в лирическом плане поп-песни, но сделала это с Un, deux, trois. До конкурса большинство наблюдателей отмечали, что конкурс 1976 года был самым простым для прогнозирования за многие годы, с Un, deux, trois и британской Save Your Kisses for Me в качестве единственных возможных победителей. Прогнозы оказались точными, поскольку эти двое быстро вырвались вперед в голосовании, и после того, как половина национальных жюри отдали свои голоса, Франция удерживала лидерство с отрывом в 82 очка против 77 у Великобритании. Однако Великобритания набрала больше очков во второй половине и выбила победителя со 164 очками против 147 у Франции. Однако Un, deux, trois закончила с огромным отрывом в 55 очков от занявшего третье место Монако. Un, deux, trois набрала пять максимальных 12-балльных баллов (от Австрии, Германии, Монако, Нидерландов и Югославии) и удостоилась чести стать первой в истории песней Евровидения, не побеждавшей в конкурсе, которая набрала баллы от всех остальных национальных жюри. С точки зрения полученных баллов в процентах от максимально возможной суммы (72,06%) она остается самым успешным финалистом по 12-балльной системе и превосходит большинство последующих победителей. 12 баллов французское жюри присудило Португалии. Дирижёром оркестра во время исполнения французской песни был её композитор Тони Ралло.

### Голосование
| Очки      | Страна                                                 |
| --------- | ------------------------------------------------------ |
| 12 баллов | - Австрия - Германия - Монако - Нидерланды - Югославия |
| 10 баллов | - Бельгия - Испания - Люксембург - Швейцария           |
| 8 баллов  | - Великобритания - Норвегия                            |
| 7 баллов  | - Ирландия                                             |
| 6 баллов  | - Италия                                               |
| 5 баллов  | - Греция - Израиль - Португалия                        |
| 4 балла   |                                                        |
| 3 балла   | - Финляндия                                            |
| 2 балла   |                                                        |
| 1 балл    |                                                        |

| Очки      | Страна         |
| --------- | -------------- |
| 12 баллов | Португалия     |
| 10 баллов | Италия         |
| 8 баллов  | Греция         |
| 7 баллов  | Великобритания |
| 6 баллов  | Швейцария      |
| 5 баллов  | Бельгия        |
| 4 балла   | Югославия      |
| 3 балла   | Ирландия       |
| 2 балла   | Германия       |
| 1 балл    | Испания        |